# 仁藤夢乃
仁藤 夢乃（にとう ゆめの、1989年〈平成元年〉12月19日 - ）は、日本の社会活動家で、一般社団法人Colabo代表。

## 略歴
東京都町田市生まれ。恵泉女学園中学校・高等学校に通う。元AKB48の仁藤萌乃は妹にあたる。
中学受験で同校に入学するころは活発で真面目な生徒だったというが、中学生の半ばごろから教師に反抗し校則を破るようになったという。中3のころからは父親が単身赴任で不在となり、母親が仕事や娘2人の子育ての悩みを抱えたことで家庭が荒れ始めていたと語っており、家族にも反抗して家にも居場所をなくすような状態になった。
高校時代は夜は渋谷を徘徊し昼は学校で寝るような昼夜逆転の生活をしていたという、遊興費を稼ぐためにメイドカフェで働くようにもなった。母親からカウンセリングを受けさせられトラブルになり、親子関係はさらに悪化したという。
高校2年の夏、大学入学資格検定受験のため河合塾コスモに通うことを条件に高校を中退。4か月後に合格した。昼夜逆転の生活は続いていたが、コスモの講師で日本基督教団の新宿区百人町教会の担任教師阿蘇敏文が指導する農園ゼミに参加。農作業などを体験する中で安定した生活や精神状態を取り戻し、阿蘇とフィリピンを訪問し現地の売春の実態を見た経験は、後の活動へと繋がっていった。
明治学院大学社会学部のAO入試では、ボランティア活動などをアピールして明治学院大学に合格し、2008年4月に入学した。在学中の2011年に東日本大震災が発生し、東京と石巻市を往復しボランティアとして活動。被災地の高校生らが地元企業と共に新商品の菓子を開発し、売り上げ金を支援に使うというスキームで高校生らを支援するため、同年5月に学生団体『Colabo（コラボ）』を結成した（のちに社団法人化）。
2013年3月に明治学院大学を卒業。同時期に『難民高校生』を出版した。2015年1月20日に第30期東京都青少年問題協議会委員に就任した。同年2月9日、文藝春秋2015年3月特別号の企画記事、「日本を代表する女性120人」人文・社会科学系研究者などの1人に選ばれた。同年12月28日、日経ビジネス2016年1月4日号の特集記事、次代を創る100人 闇からの救世主 MESSIAHに選ばれた。
2014年10月12日、反貧困ネットワーク主催の反貧困全国集会2014（司会：雨宮処凛）にパネラーとして招待された。
2016年1月26日、エイボン・プロダクツ主宰エイボン女性年度賞の2015年度女性賞を受賞した。「子供の貧困対策センター」設立準備会に賛同する。同年、明治学院大学国際学部の30周年記念セミナーに最年少で登壇した。
2017年7月31日、公益財団法人日本財団の社会課題解決に立ち向かう革新的人材7人として、ソーシャルイノベーターに決定した。
同年9月22日大韓民国中央大学校で開催されたD.S.O (Digital Sexual Crime Out)のシンポジウムで、日本のJKビジネスについて講演した。
2017年07月28日、ヒューマンライツ・ナウが主催する性犯罪厳罰化への刑法改正に関する集会に、ライトハウス代表藤原、Spring代表山本らと共に登壇した。
2018年、厚生労働省の「困難な問題を抱える女性への支援のあり方に関する検討会」の構成員に選出され、8月23日に「仁藤構成員提出資料」を提出する。
2018年度東京都若年被害女性等支援モデル事業の一部を実施する事業者に、BONDプロジェクト、人身取引被害者サポートセンターライトハウスと共に選ばれた。
2019年フォーブスの「30 UNDER 30 Asia」（アジアの30人の30歳未満）のSOCIAL ENTREPRENEURS（社会起業家）部門に選出された。
2021年5月から、明治学院大学国際平和研究所（阿部浩己所長）に研究員として参加。

## 主な活動

### Colabo代表として
女子高生サポートセンター「Colabo」の活動として、夜の街を徘徊する少女に声をかけ、食事を提供し、福祉支援につなぐ活動をしている。また大人を対象に新宿、渋谷、池袋、秋葉原などで子供が危険にさらされていることを伝える「夜の街歩きスタディツアー」を行っている。
2016年、慰安婦の写真展に影響され、売春をしていた少女たちの手記を展示した「私たちは『買われた』展」を開始し、全国を巡回した。仁藤によれば、この企画を行ったことで一日に300件の誹謗中傷が届き、殺害予告やレイプ予告も複数あったという。
2018年からは韓国の活動を参考にして、Colaboでバスカフェの運営を行っている。

### 秋葉原系文化との関わり
2000年ごろに誕生したメイドカフェは、2005年のテレビドラマ「電車男」の影響で認知が進み、メイドカフェに志願する女性が殺到するようになっていた。同年の流行語大賞ではメイド喫茶の@ほぉ〜むカフェが「萌え」という言葉で受賞するなどの全盛期を迎えていた（この時期に秋葉原のメイドカフェで働いていた著名人には古川未鈴（でんぱ組.inc）や藤崎ルキノらがいる）。翌年にはメイドカフェを模した女子高生を使った風俗ビジネスが生まれている。
自身の体験として「私が働いていたのは2005年頃で、ちょうどメイドカフェが生まれた頃です。今でこそ、メイドカフェは“萌え文化”とか、“オタク文化”とか言われて安全なお店もできましたが、当時は居場所のいないワケありのギャルが街でスカウトされ、集められた所でした。」とし、「店長は児童買春の斡旋をしている人でした。」と説明している。また、「女子高生の裏社会」で秋葉原のツクモ電気の近辺でメイド服の少女たちがチラシ配りの名目で「立ちんぼ」をしていると記した。
2015年5月21日には、外国特派員協会で「Helping high school girls escape Tokyo's sex industry」という掲題の会見を開き、「秋葉原では夜になると2メートル間隔で女の子たちが客引きをしている」「貧困層の少女や、見た目やコミュニケーション、知能に困難のある少女は働けず、売春宿のようなところ、より痛い、汚い、臭い、性奴隷のように働かされている」などと発言した。この会見により、仁藤はジャパンタイムズから「悪名高い『JK』産業と戦う活動家」と評された。また、仁藤はドイツの公共放送ドイチェ・ヴェレの取材に対して「thousands of high-school girls in Tokyo alone have been lured into selling themselves for easy money（何千人もの東京の女子高生が、自分を売ることで安易に金銭を得る誘惑にさらされている）.」と述べている。
本田雅一は、2016年時点の秋葉原では、観光エリア内における広告ビラ配布はメイドカフェ業者が自主的に規制しており、JKビジネスも警察が摘発を強化して以降、問題のある業態は中心街から排除されたと述べている。
坂爪真吾も2017年に出版した自著の中で、現地調査の結果「あからさまな児童買春」はないが「児童買春と疑わしきサービス」を否定することもできないグレーの状態と述べている。

### Youtube配信
YouTubeチャンネル「のりこえねっとtube」で「シリーズキモいおじさん」と題するトーク番組を配信している。
中年男性を「きもい」と称することに対して批判を受けると、仁藤は以下の反論を行っている。

## 政治的・社会的な言動

### 慰安婦問題との関わり
自身の運動に「慰安婦」制度の被害者たちから影響を受けていると述べており、「いまの少女たちが置かれている状況も慰安婦のそれも人種差別も、全部つながっている」として慰安婦問題と女子高生の売春問題を関連付けた運動も行っている。
高校生に対する講演では、「日本は戦時中、兵士の士気を高め、欲求を満たし、軍隊をまとめるための国策として慰安所を作り、アジアや沖縄の女性たちを日本軍従軍慰安婦として連行し、逃げられないように囲って性奴隷にした」「たくさんの女性たちが小さな部屋に囲われ、毎日何十人もの兵士から性暴力を振るわれたこと。性病が蔓延しないために女性たちは検査され、性病にかかっていたり、慰安所から逃げようとすると殺されたり、「野犬に食べさせるぞ」と脅されたりした」などとし、日本社会の伝統的な性暴力肯定の例だと指摘している。
2020年に岩波書店から出版された『性暴力被害を聴く――「慰安婦」から現代の性搾取へ』では、「『慰安婦』問題でも、性暴力でも、性搾取でも、問題が明らかになった時の加害者たちの態度は共通するものがある。公的機関や権力者が、自分たちの責任逃れのために、被害者に落ち度があったかのようにして、問題をすり替えようとすることもよくある」「『慰安婦』ではなく『日本軍』側、性暴力の被害者でなく加害者側、性搾取では『買う側』の責任が問われるべきだ。加害の事実を認めることは被害者の尊厳を取り戻すことにつながり、反省を示すためには、同じ過ちを繰り返さないための努力をし続けることが必要だ」と主張し、朝日新聞編集委員北野隆一から高い評価を受けている。
2017年8月には、北原みのりや尹美香らと「語り始めた被害者たち 日本軍「慰安婦」、AV出演強要、JKビジネス」のイベントを開催し、9月20日に大韓民国ソウル特別市にある在大韓民国日本国大使館前で開催された日本軍『慰安婦』問題解決全国行動（水曜デモ）に希望のたね基金代表理事梁澄子と共に参加してたことをTwitterで発信している。
日本軍「慰安婦」問題解決全国行動が開催する「8月14日日本軍「慰安婦」メモリアル・デー」のイベントに、2021年はリレートークで参加し、2022年も講演した。
2022年8月31日には韓国・ソウルの日本大使館付近で開催された日本軍性奴隷制問題解決のための正義記憶連帯主催の水曜集会に参加した。

### 沖縄米軍基地問題に対するデモとの関わり
- 2017年8月19日、キャンプ・シュワブのゲート前で行われた普天間飛行場代替施設の建設への反対運動に参加し、「沖縄でも米兵による若い女の子への性暴力が深刻だ。皆さんの行動を心からの連帯の気持ちで見ている」と挨拶を行った[74]。
- 2019年1月9日、米軍キャンプ瑞慶覧石平ゲート前で行われた辺野古新基地建設への反対運動に参加し、「県外の中高生にも関心が広まっている。私たちの問題でもあることをもっと知ってほしい」と訴えた[75]。

### 安倍晋三銃撃事件について
2022年7月8日に発生した安倍晋三銃撃事件について、自身のTwitter上で「暴力を許さず抵抗する活動を私も続けている」とした上で、「今回のような事件が起こりうる社会を作ってきたのはまさに安倍政治であって、自民党政権ではないか」と意見を述べた。故安倍晋三国葬儀では会場の外で行われたデモに参加し、日本軍性奴隷制問題解決のための正義記憶財団の協力組織「きぼうのたね」代表理事の梁澄子のスピーチの映像をFacebookで公開し、賛意を示した。

### 「温泉むすめ」に対する批判と反応
各地の温泉地をキャラクター化した『温泉むすめ』が2021年、「いつもスカートめくりをしちゃう」「肉感もありセクシー」などの設定や、「今日こそは夜這いがあるかも」といったセリフをめぐって批判が殺到した件では、出張先でパネルを見付けた仁藤がいち早く「性差別で性搾取」と批判した。これが発端で批判が広がり、温泉むすめの公式サイトでキャラクターの設定が変更されるなどした。
一方、暇空茜は仁藤を「作品に対して一方的に、自分たちの倫理観によって悪と決めつけ断罪して攻撃してきた」などと非難した。さらに、暇空は「Colabo」が不当な会計処理を行っていると主張し、Colaboに業務委託している東京都に住民監査請求を行った。

Colaboは2022年11月29日、仁藤やColaboに対する誹謗中傷がSNS上で過激化しているとして、暇空茜に対して損害賠償と記事削除を求める訴訟を東京地裁に提起した。

### 青少年問題について
2015年1月20日、第30期東京都青少年問題協議会委員に就任した。

## 著書
- 『難民高校生 : 絶望社会を生き抜く「私たち」のリアル』英治出版、2013年3月25日。ISBN 978-4862761552。
  - 『難民高校生 : 絶望社会を生き抜く「私たち」のリアル』筑摩書房〈ちくま文庫 ; に16-1)〉、2016年12月7日。ISBN 978-4480434210。
- 『女子高生の裏社会 : 「関係性の貧困」に生きる少女たち』光文社〈光文社新書 ; 711〉、2014年8月7日。ISBN 978-4334038144。
- 『当たり前の日常を手に入れるために : 性搾取社会を生きる私たちの闘い』影書房、2022年9月。
- 『バカなふりして生きるのやめた』新日本出版社、2025年6月。ISBN 978-4-406-06879-6。
  - イミダスに2015年8月から連載中の文章を書籍化

## 共著
- 安世鴻, 李春熙, 岡本有佳, 宮下紘, 赤川次郎, 石原燃, 仁藤夢乃, 北原みのり, 西谷修『《自粛社会》をのりこえる : 「慰安婦」写真展中止事件と「表現の自由」』岩波書店〈岩波ブックレット〉、2017年。ISBN 9784002709734。CRID 1130282272234438016。

## 出演
- 百年と希望（2022年）